# Bois-le-Roi (Sena y Marne)
 Bois-le-Roi  es una población y comuna francesa, en la región de Isla de Francia, departamento de Sena y Marne, en el distrito de Fontainebleau y cantón de Fontainebleau.

## Demografía
| 2,791 | 2,782 | 3,044 | 3,395 | 4,744 | 5,292 |
| Para los censos de 1962 a 1999 la población legal corresponde a la población sin duplicidades (Fuente: INSEE [Consultar]) |       |       |       |       |       |